# تیم ملی بسکتبال مردان ایسلند
تیم ملی بسکتبال مردان ایسلند،نماینده ایسلند در مسابقات بین‌المللی بسکتبال است. این تیم توسط فدراسیون بسکتبال این کشور اداره می شود.

## تاریخچه

### قهرمانی اروپا ۲۰۱۵
در ۲۸ اوت ۲۰۱۴، ایسلند در قهرمانی اروپا ۲۰۱۵ صعود کرد و برای اولین بار در تاریخ خود به دیدار نهایی رسید. ایسلند،رقابتها را  خیلی خوب شروع نکرد و از گروه خود بالا نیامد،(آلمان ، ایتالیا ، صربستان ، اسپانیا و ترکیه). به طور کلی ، این یک لحظه به یاد ماندنی برای ایسلند بود ، که در نهایت آنها پس از کسب چندین ناکامی در گذشته ، توانستند به رقابت در یک مسابقات بزرگ بین‌المللی دست یابند.